# آگالاکاندا
آگالاکاندا (به لاتین: Agala Kanda) یک منطقهٔ مسکونی در سری‌لانکا است که در استان جنوبی (سری‌لانکا) واقع شده‌است.